# Église Saint-Jean de Thiers
L’église Saint-Jean de Thiers (ou église Saint-Jean du Passet) est une église catholique située dans la partie basse de l'éperon rocheux du centre-ville de Thiers dans le Puy-de-Dôme en France.  
Sa date de construction étant inconnue, les premières traces de l'édifice remontent au XIe siècle. L'église est profondément remaniée au XVe siècle avant d'être englobée dans les fortifications des remparts de Thiers dès le XVIe siècle. 
Connue pour être la seule église de Thiers étant majoritairement composée d'éléments de l'architecture gothique, elle est également un lieu touristique de cette cité médiévale avec son cimetière éponyme pittoresque. 
Inscrite sur la liste des monuments historiques en 1986, elle ferme ses portes définitivement au public la même année avant de les rouvrir pour des visites guidées et des expositions temporaires en septembre 2020. 

## Localisation
L'église est située dans le département français du Puy-de-Dôme, sur la commune de Thiers. Placée au sud du centre médiéval de la ville, elle fait partie de la cinquième enceinte fortifiée des Remparts de Thiers. Elle surplombe la vallée des Usines et le quartier éponyme qui l'entoure sur un promontoire rocheux,. Le haut de l'église ainsi que son clocher sont visibles depuis tout le bas de la ville et la plaine de la Limagne,.

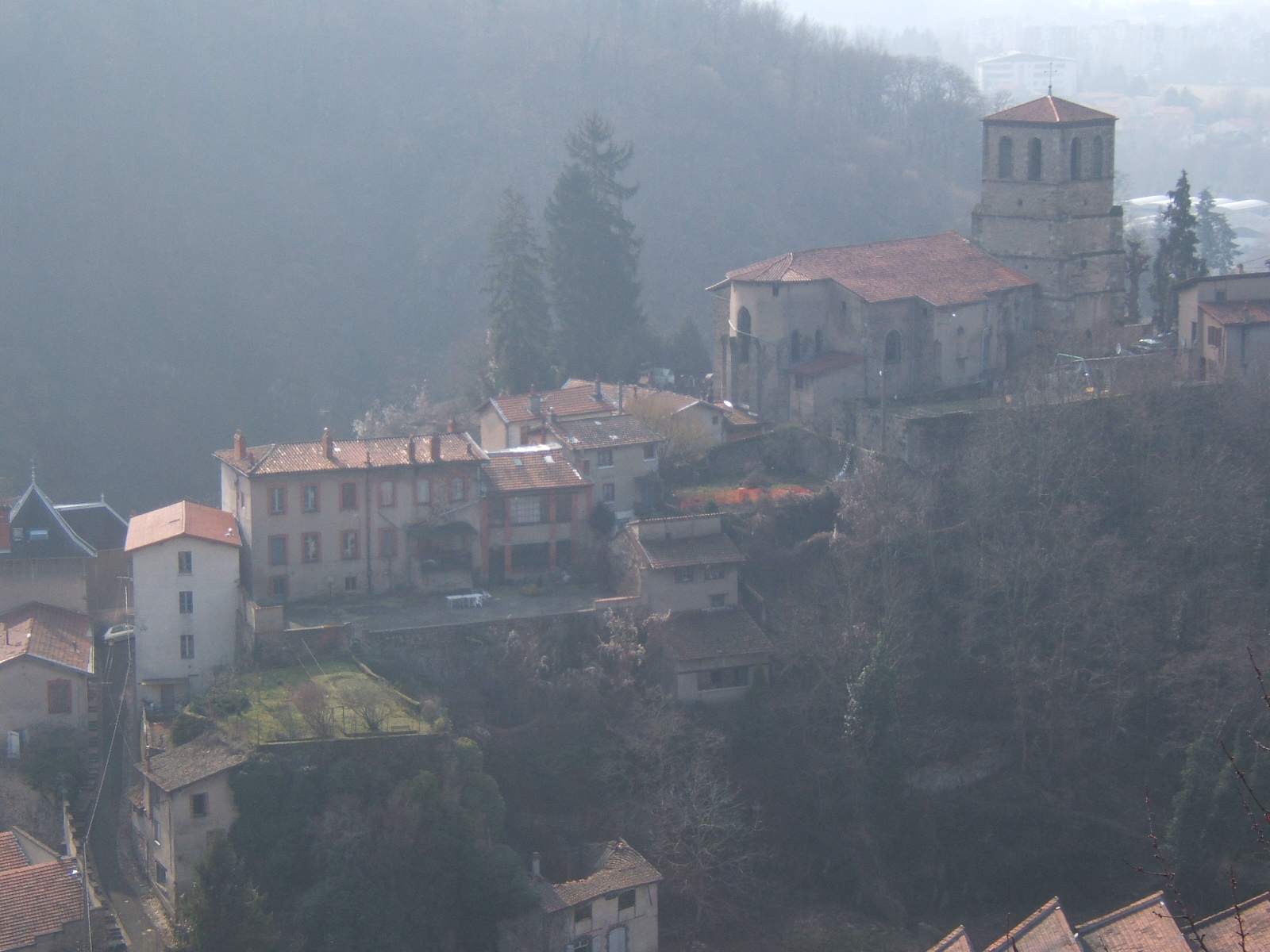
Vue aérienne du quartier Saint-Jean au sud de la cité médiévale de Thiers.
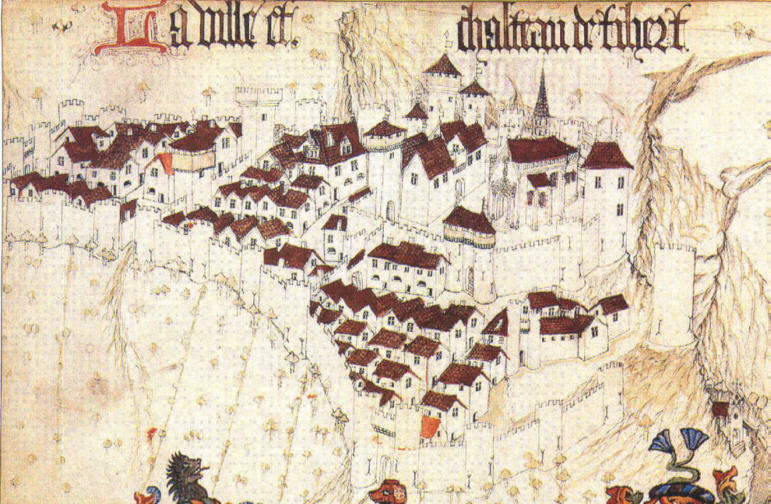
Armorial de Revel datant du XVe siècle où l'église Saint-Jean apparaît en bas à droite de la représentation.

## Toponymie
L'église est dédiée à Saint Jean le Baptiste et porte ainsi son nom. L'ajout de « passet » vient de la racine « pas » dans le sens de passage étroit ou passe difficile dans une vallée, rappelant la situation géographique de l'église, sur un promontoire surplombant la vallée des Usines. L'église donne son nom au quartier et au cimetière qui l'entourent ainsi qu'à une ancienne porte fortifiée dont elle faisait partie,.

## Histoire

### Origine
L'église est au centre du deuxième noyau urbain de la ville-haute bâti dès le XIe siècle, le premier étant celui du château fort et de l'église Saint-Genès de Thiers. La date de fondation de l'église reste inconnue. Les traces les plus anciennes sont d'origine romane. Lors de la construction de la quatrième enceinte à la fin du XIVe siècle, ce faubourg appelé aujourd'hui quartier Saint-Jean est rattaché au reste de la ville-haute mais l'église reste hors de l'enceinte fortifiée,.
Lors des guerres de Religion, elle est englobée dans les murailles et devient une église fortifiée puisqu'elle sert également de porte pour entrer au sud de la ville.

### Édifice antérieur
Les premières traces de l'église remontent au XIIe siècle. Certaines parties de l'édifice actuel datent d'ailleurs de cette époque. En effet, une petites voute romane est recensée du côté ouest de la nef au nord de la première travée.

### Édifice actuel

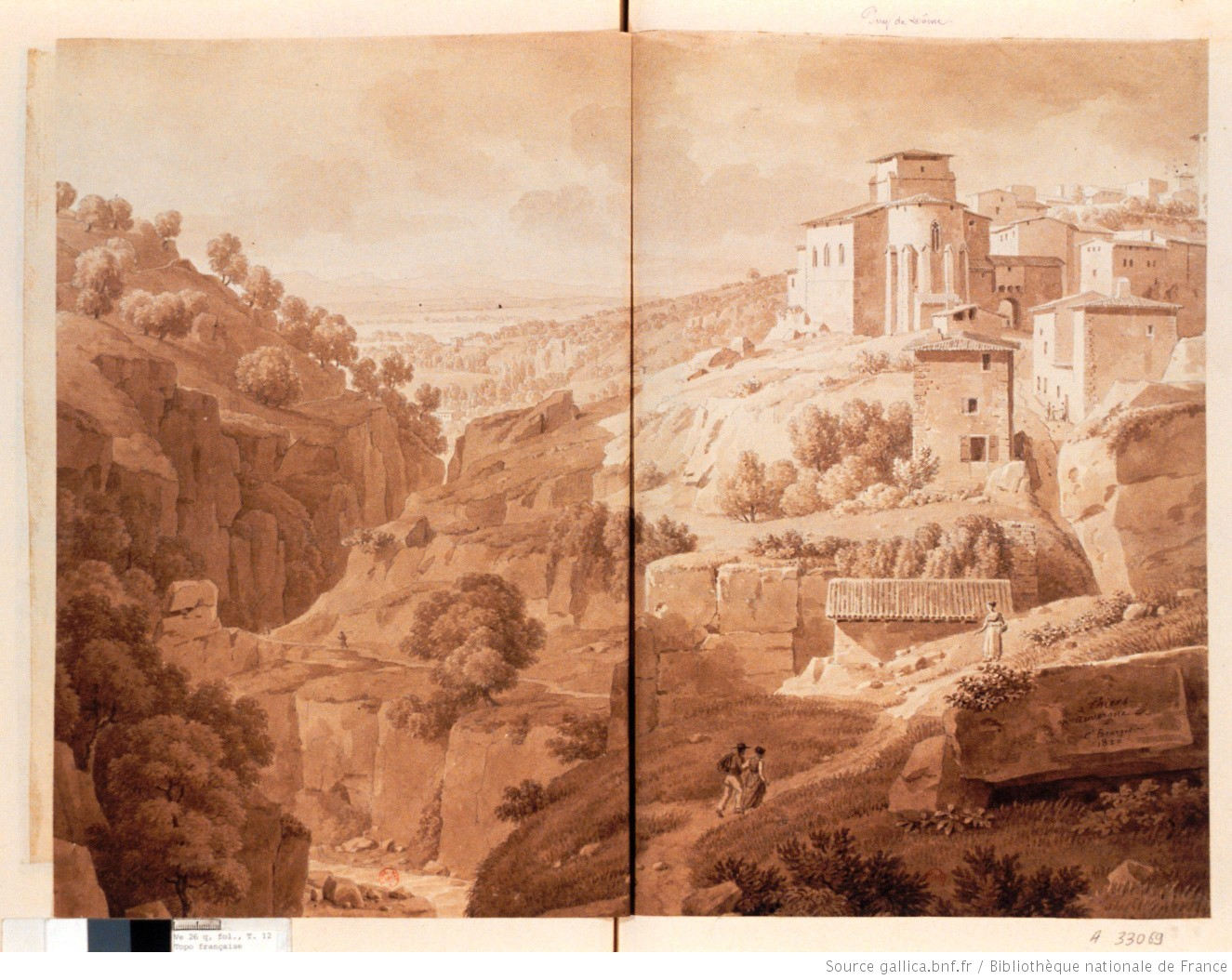
L'église et la porte Saint-Jean au XVIIIe siècle.

L'église est fortement transformée au XVe siècle. Elle adopte une architecture et un style gothique flamboyant et devient la seule église de Thiers à être majoritairement composée d'éléments gothiques, l'église Saint-Symphorien du Moûtier et l'église Saint-Genès étant majoritairement romanes,.
Sur l'Armorial de Revel, sur sa représentation du milieu du XVe siècle, elle semble n'avoir qu'une seule nef et un porche, un porche précédé de quelques marches, et surmonté d'un clocher-mur à trois baies portant une croix à son sommet,.
Elle devient rapidement un lieu de culte réservé aux populations industrielles : les gorges de la Durolle toutes proches concentraient de nombreux rouets et usines. 
Au XVIIe siècle, après l'établissement de pénitents blancs « du très auguste Saint-Sacrement de l'Autel » en 1622, la partie occidentale de l'église est transformée spécialement pour les besoins de la confrérie avec la création d'une sacristie, d'une salle de délibérations et d'une tribune. 
À la fin du XVIIIe siècle, les souterrains du clocher sont transformés en ossuaire pour les ossements transférés depuis le cimetière de Saint-Genès, alors désaffecté.

Des travaux d'envergure sont réalisés au XIXe siècle : rénovation de la sacristie au nord-est, réfection de la tribune et réfection de son escalier d'accès, ouverture d'un nouveau portail d'entrée à la base de la tour du clocher et reprise du clocher.

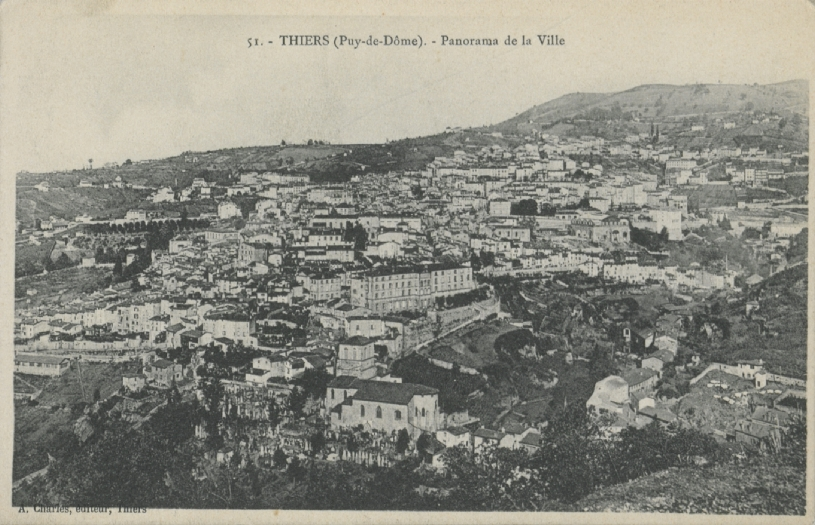
Panorama général de la ville de Thiers : l'église et le cimetière Saint-Jean sont au premier plan.

### Inscription
L'église Saint-Jean du Passet est inscrite sur la liste des monuments historiques le 27 octobre 1986 à la suite de sa fermeture définitive au public, par arrêté préfectoral. L'église est aussi protégée par le secteur sauvegardé de Thiers qui couvre le centre médiéval de la commune et une partie de la vallée des Usines.

### Fermeture
D'importants désordres apparaissent dès les années 1970, en particulier sur le collatéral sud. Le lieu de culte reste toutefois ouvert aux cérémonies concernant des habitants du quartier dans les années 1980. Des étais sont posés pour soutenir les voûtes qui paraissent endommagées par les fissures apparues à cause d'un glissement d'une partie de la façade vers le sud de l'édifice. L'église ferme définitivement au culte et à toute activité en octobre 1986. 
Elle devient avec son cimetière un site touristique mineur de la ville de Thiers.

### Réouverture
Début septembre 2020, la nouvelle municipalité de Thiers annonce rouvrir l'église exceptionnellement pour les journées européennes du patrimoine les 19 et 20 septembre,. Sans minimiser son état, la mairie fait inspecter le bâtiment par deux architectes qui donnent le feu vert pour rouvrir l'église aux visites guidées.
Dans un contexte sanitaire tendu, l'église accueille 535 visiteurs pour des visites guidées ouvertes à guichets fermés le week-end du 19 et 20 septembre 2020. La municipalité, ayant un objectif de mettre en avant le quartier Saint-Jean, son cimetière et son église en collaboration étroite avec le centre d'art contemporain du Creux de l'enfer dans la vallée des Usines toute proche, décide avec la communauté de communes Thiers Dore et Montagne d'ouvrir l'église pour la saison estivale 2021 pour accueillir une exposition ouverte au grand public. 

## Architecture

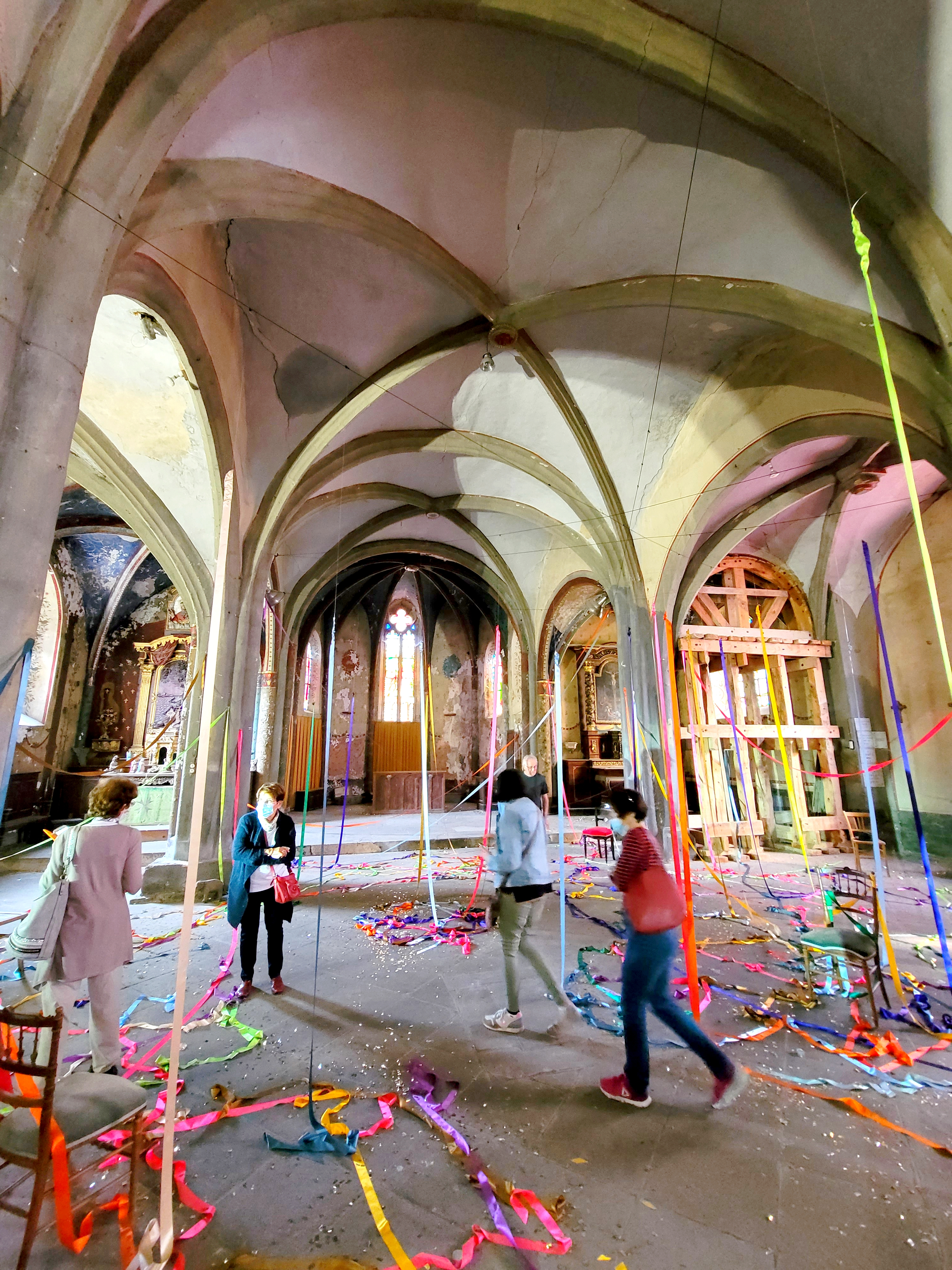
Intérieur de l'église Saint-Jean de Thiers durant une exposition en 2021.

Au XVIe siècle, lors des guerres de Religion, l'église est englobée dans le système défensif de la dernière enceinte des remparts. L'édifice subit alors d'importants remaniements. Occasionnellement, il servait de redoute aux soldats qui se postaient au-dessus des voûtes, derrière des créneaux espacés qui subsistent encore.

### Décoration intérieure
L'édifice est composé d'un vaisseau central à 4 travées irrégulières, flanqué de deux collatéraux, l'un de 4 travées, au nord, tandis que l'autre, au sud, de 3 travées seulement. Le chœur, polygonal, est précédé d'une travée droite. L'ensemble est voûté d'ogives, à l'exception de la 1re travée du collatéral nord — où subsistent les derniers vestiges romans de l'église —, voûtée d'arêtes. La 3e travée du collatéral nord forme un décrochement sur l'extérieur.  Les vitraux datent des années 1890.

### Décoration extérieure
L'église étant englobée dans les murailles et que la porte de Saint-Jean lui étant accolée, elle devient une égalise fortifiée. Ainsi, les restes d'une meurtrière visibles sur l'ancienne sacristie, au nord-est dateraient de ces remaniements de la deuxième moitié du XVIe siècle. Le clocher massif, doté de contreforts à ressauts, semble avoir été intégré au système défensif de la ville.
La tour du clocher, à l'angle nord-ouest de l'édifice est desservie par un escalier en vis demi-hors-œuvre, dans une tourelle de plan polygonal. L'accès à la tribune, située à l'ouest de la nef centrale, est assuré par un escalier demi-hors-œuvre semi-circulaire tournant, sans jour.
Différents matériaux tels que du granite, de l'arkose ou de la lave sont employés pour la maçonnerie, avec plusieurs types de mise en œuvre, en partie repérables sur le bâtiment actuel : les parties les plus anciennes sont en pierre de taille — en particulier, quelques vestiges de murs dans les combles—, alors que les maçonneries du XVe siècle et celles du XIXe siècle sont en moellons tout-venant, enduits sur toute la partie ouest de l'église, sur le chevet et partiellement au nord.

La toiture sur la nef et les collatéraux, à longs-pans, le toit en pavillon de la tour du clocher, la croupe polygonale du chœur et le toit en appentis de la sacristie sont couverts de tuile creuse.

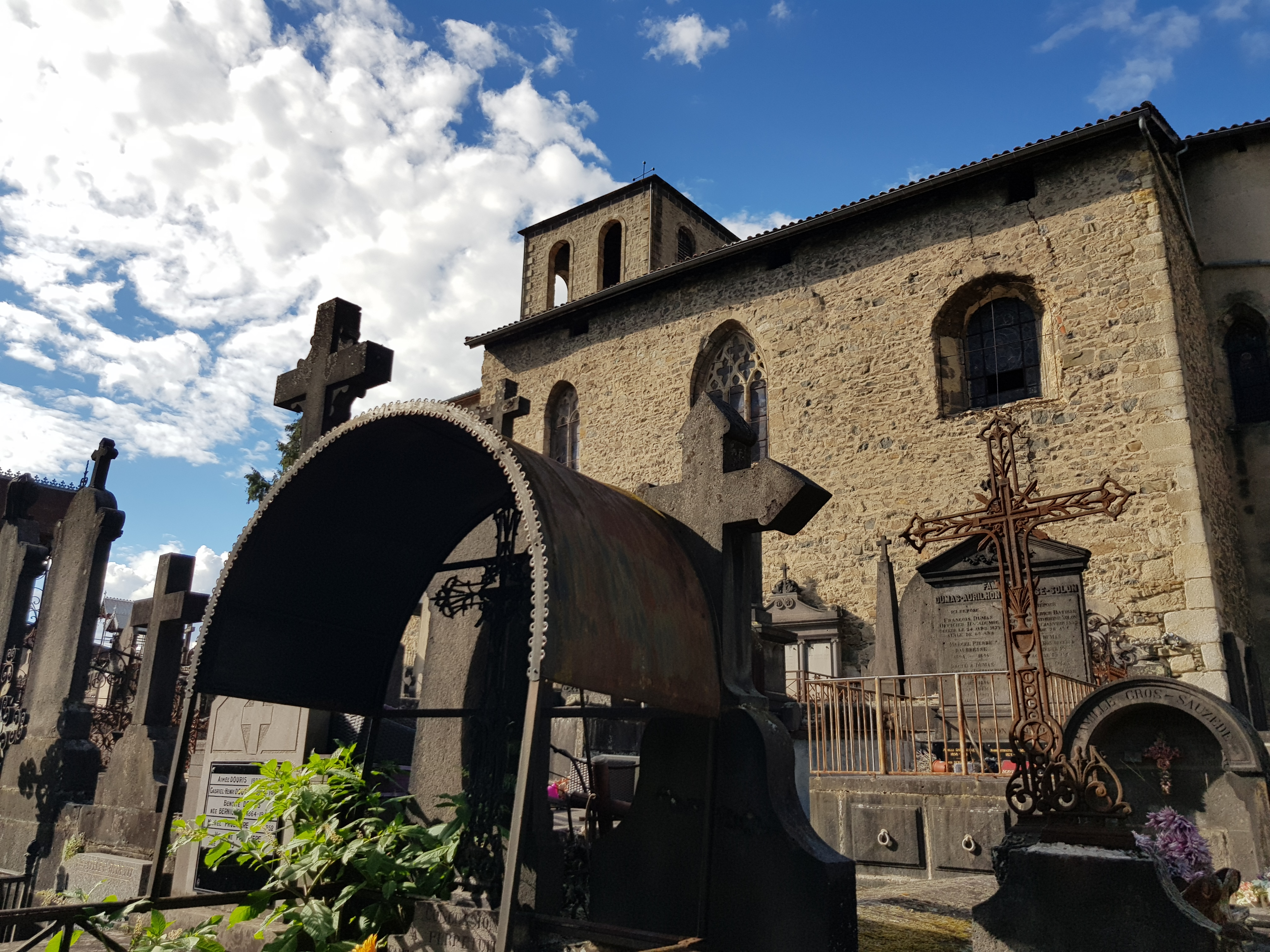
Façade sud de l'église, côté cimetière.
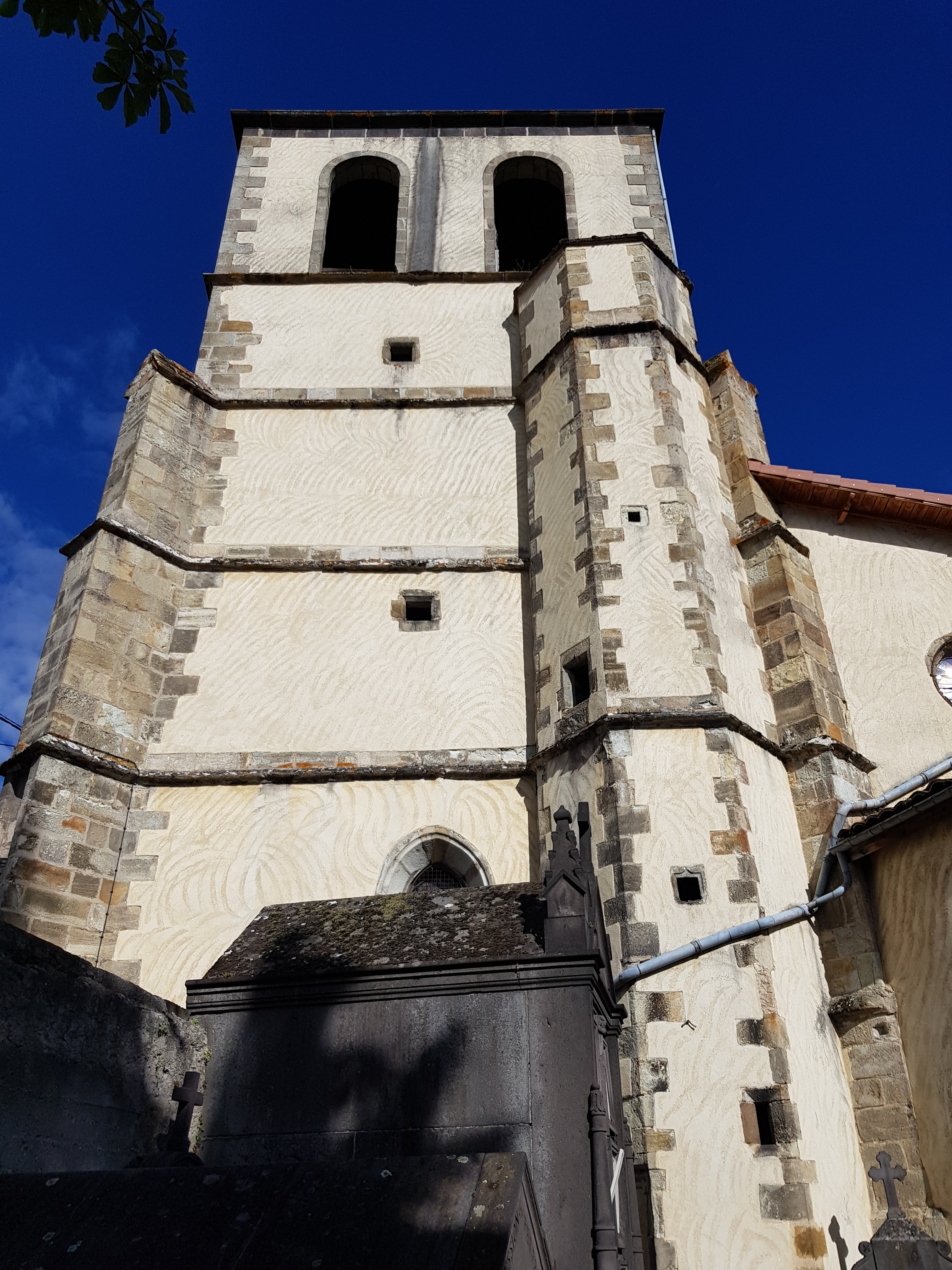
Clocher de l'église côté ouest.
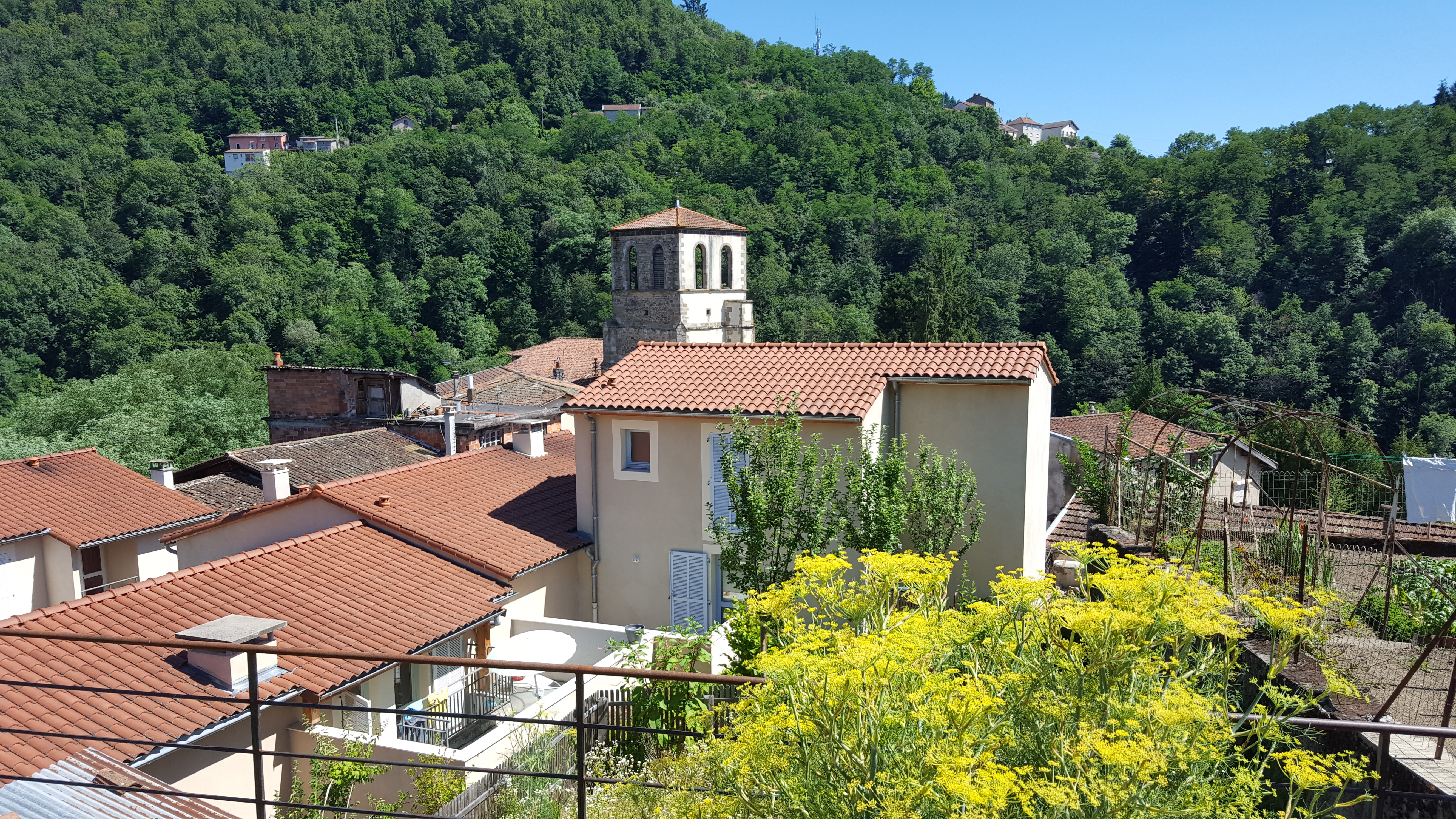
Le clocher vu depuis le quartier Saint-Jean.

### Crypte et souterrains
La crypte est comblée par les terres apportées de l'ancien cimetière du Moûtier. À la fin du XVIIIe siècle, alors que le cimetière de Saint-Genès est désaffecté, les souterrains du clocher sont transformés en ossuaire.

## Le cimetière

### Histoire
Sur le plan cadastral du XVIIIe siècle, un cimetière paroissial figure déjà autour de l’église, hors de l’enceinte de la ville. Les vestiges romans de l'église attestent que celle-ci est bâtie à une date inférieure au XVe siècle, et son cimetière également.
Le décret de 1804 sur le transfert des cimetières hors des villes entraîne le regroupement des sépultures du cimetière Saint-Genès dans celui de Saint-Jean, en 1822. Dès 1831, la gestion du cimetière est reprise par la ville. S'ensuivent deux agrandissements : le premier en 1839 et le second en 1853. À l'occasion du second agrandissement, de grands travaux de soutènement sont entrepris pour maintenir les terres du cimetière.
En 1876, à deux ans de l'inauguration du cimetière des Limandons situé à quelques centaines de mètres, celui de Saint-Jean est à nouveau réservé aux seuls paroissiens de l’église Saint-Jean-du-Passet. Des travaux d’aménagement y sont réalisés, en particulier la création de quatre nouvelles travées de concessions au sud, à l’est et à l’ouest. 

### Description
Le cimetière Saint-Jean est bâti sur le bout du promontoire surplombant les gorges de la Durolle. Il est constitué d’un ensemble assez peu homogène de plus de 700 tombes réparties en majorité sur des terrasses orientées est-ouest, coupées par une allée centrale suivant la déclivité ; la zone inférieure est beaucoup moins organisée et constituée d’un vaste terre-plein sans circulations bien définies.
L’ensemble s’étage depuis la place Saint-Jean au nord — avec un portail d’entrée en pierre de lave autrefois souligné, côté intérieur, par deux marronniers — jusqu’aux rochers dominant la rivière au sud.  À l’instar des maisons d’habitation de la ville haute, les sépultures se sont adaptées à la déclivité ; celles disposées perpendiculairement à l’allée centrale s’étagent à la manière d’un grand escalier, chaque tombe surplombant la suivante.

La répartition sur la pente correspond également à une hiérarchie dans l’importance des tombeaux. Ceux de la partie haute, dans les travées bien dessinées des terrasses, sont en général les monuments les plus imposants, souvent édifiés en andésite. La terrasse inférieure, elle, accueille la plupart des tombes modestes, dont beaucoup, en terre, ont pour seule protection un couvrement incurvé en tôle.

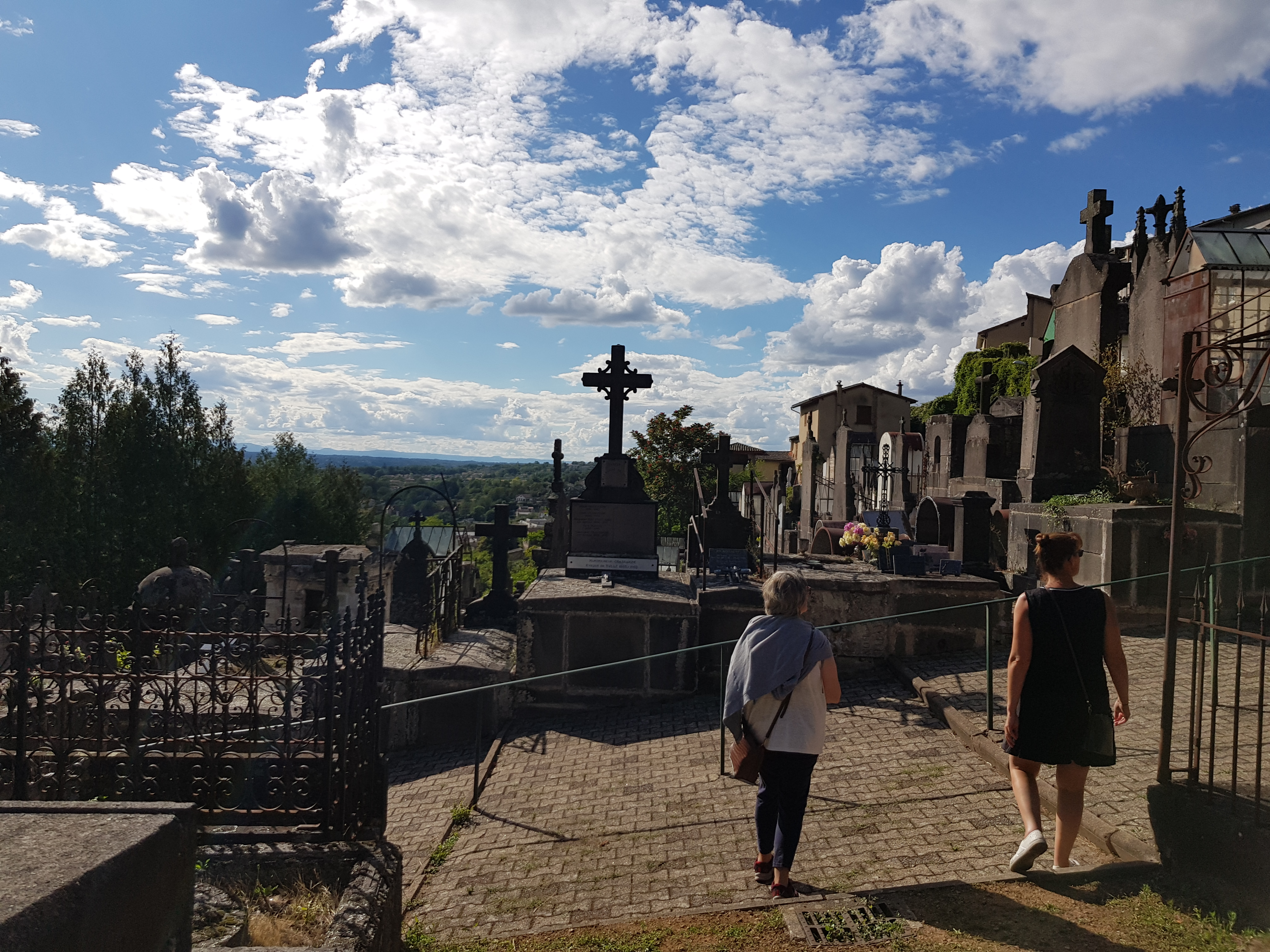
Allée centrale du cimetière vue de profil.
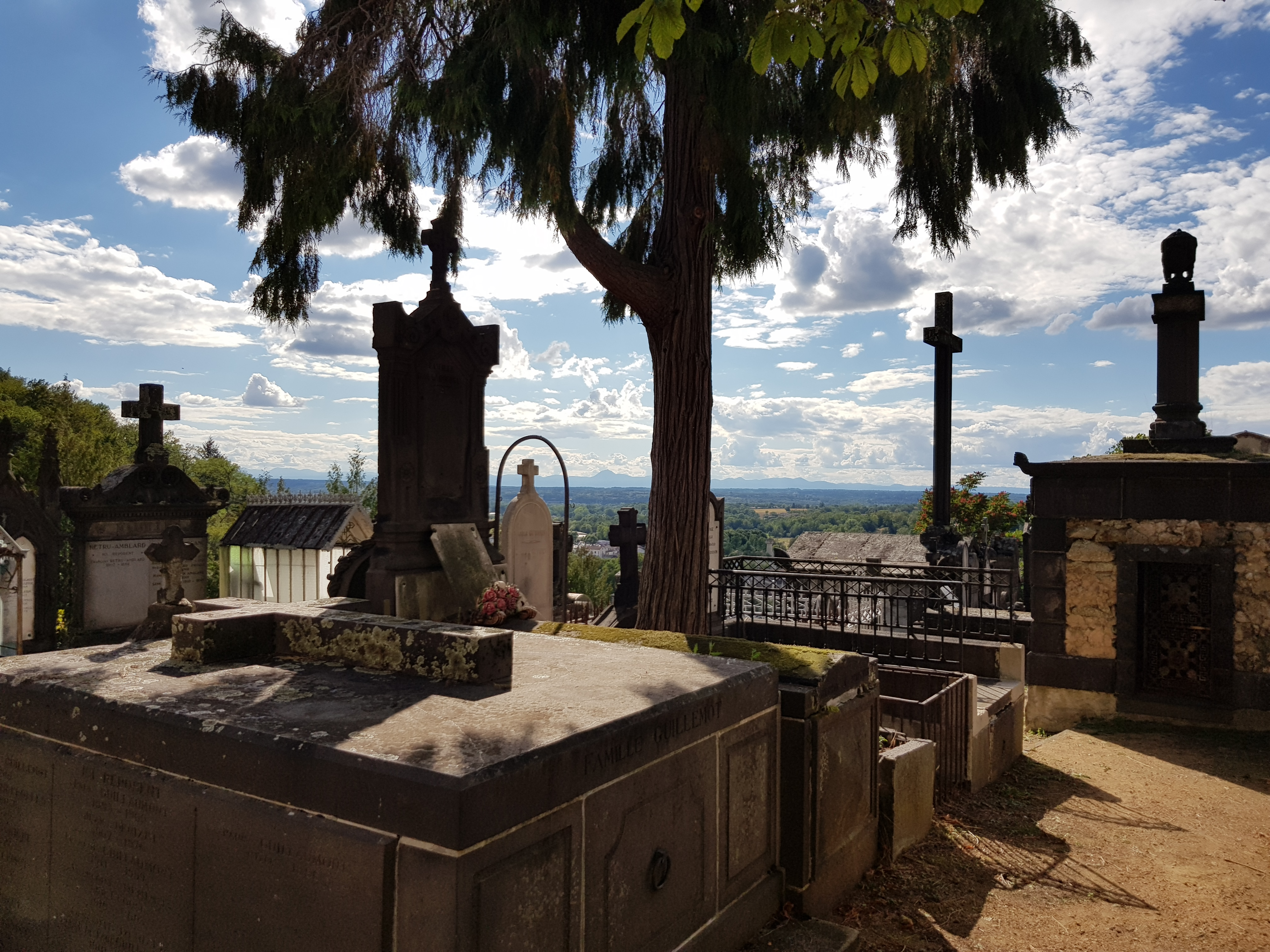
Vue sur la Chaîne des Puys depuis le cimetière.
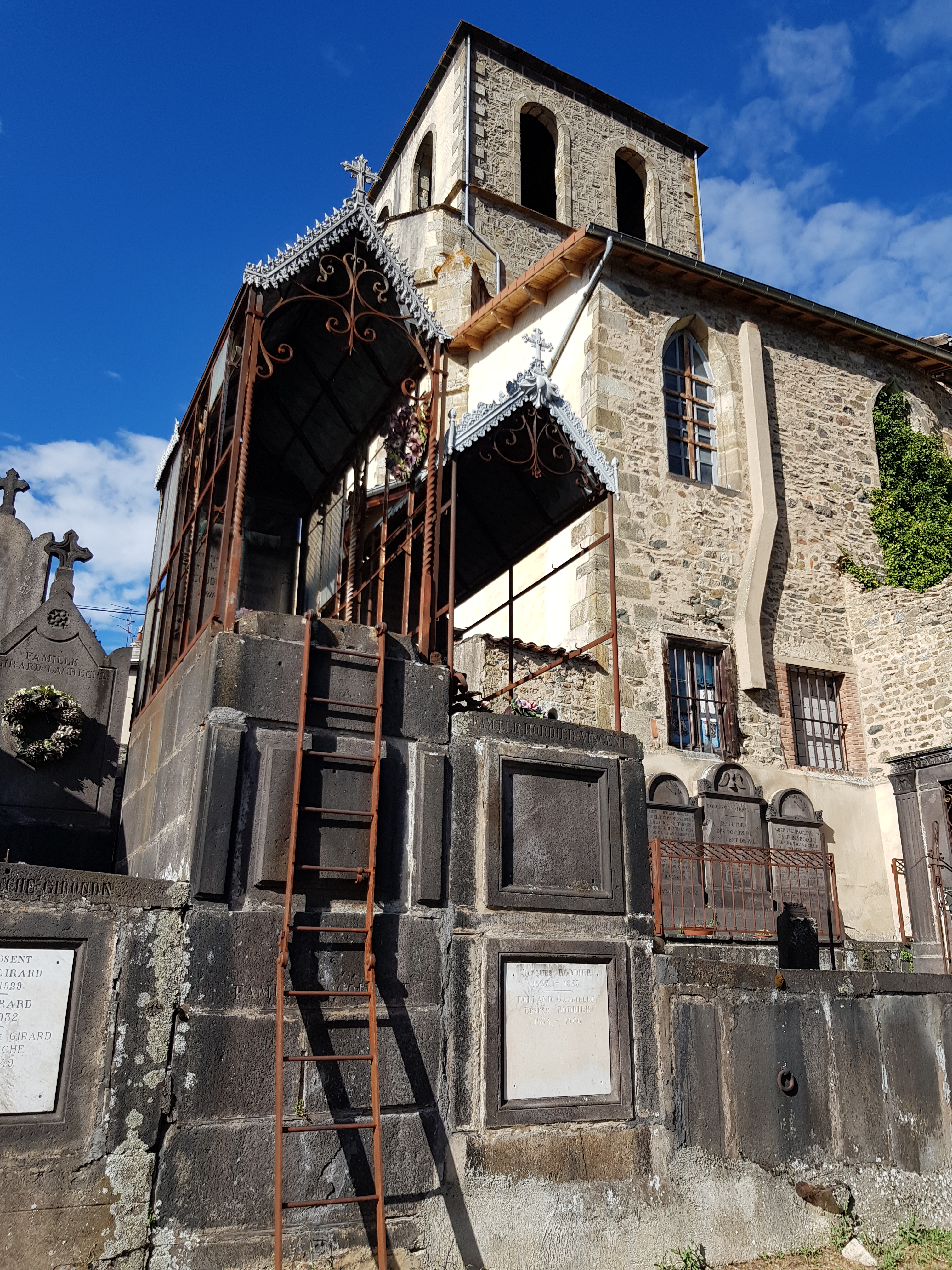
Une tombe avec une échelle pour pouvoir monter dessus.

### Articles liés
- Liste des monuments historiques de Thiers
- Liste des églises du Puy-de-Dôme
- Abbaye du Moutier
- Église Saint-Genès de Thiers
- Remparts de Thiers